# Поляны (Кировская область)
 Поляны  — деревня в Кирово-Чепецком районе Кировской области в составе Коныпского сельского поселения.

## География
Расположена на расстоянии примерно 22 км на запад-юго-запад по прямой от центра района города Кирово-Чепецк недалеко от проходящей немного севернее железнодорожной линии Киров-Пермь.

## История
Известна с 1873 года как деревня По правую сторону речки Каныпки (Поляны), где дворов 5 и жителей 47, в 1905 (Вниз по правую сторону речки Каныпки или Полянцы) 12 и 88, в 1926 (уже Поляны) 15 и 83, в 1950 23 и 106, в 1989 оставалось 3 человека. 

## Население
Постоянное население составляло не было учтено как в 2002 году, так и в 2010.